# Подивилов, Алексей Владимирович
Алексей Владимирович Подивилов (род. 9 апреля 1972, Копейск) — российский военачальник, генерал-лейтенант (2023). Командующий 5-й общевойсковой армией Восточного военного округа с 18 сентября 2020 года до июля 2023 года.

## Биография
Родился  9 апреля 1972 году в г. Копейск Челябинской области.
В 1990 поступил и в 1994 году окончил Челябинское высшее танковое командное училище.
С 1994 по 1995 год командовал танковым взводом 276-го мотострелкового полка 34-й мотострелковой дивизии Уральского военного округа.
С 1995 по ноябрь 1998 года командовал танковой ротой в той же дивизии.
В ноябре 1998 года назначен помощником начальника бронетанковой службы 276-го мотострелкового полка 34-й мотострелковой Симферопольской дивизии имени С. Орджоникидзе Уральского военного округа.
С августа 1999 года — заместитель командира танкового батальона 276-го мотострелкового полка.
В июле 2001 года успешно сдав экзамены поступил в Общевойсковую академию Вооружённых сил Российской Федерации, которую окончил в 2003 году, и был назначен командиром мотострелкового батальона 27-й отдельной гвардейской мотострелковой Севастопольской бригады Московского военного округа.
С марта 2006 по январь 2008 года — заместитель командира 27-й отдельной гвардейской мотострелковой Севастопольской бригады по воспитательной работе.
С января 2008 по январь 2012 года — начальник штаба — заместитель командира 27-й отдельной гвардейской мотострелковой Севастопольской бригады Московского (Западного с 21 октября 2010 года) военного округа.
С января 2012 года — командир 57-й отдельной гвардейской мотострелковой Красноградской бригады 5-й общевойсковой армии Восточного военного округа (г. Бикин). За время командования бригадой неоднократно принимал участиях в мероприятиях по взаимодействию между РПЦ МП Владивостокской Митрополии.
С 2014 по 2016 год — слушатель факультета национальной безопасности и обороны государства Военной академии Генерального штаба Вооружённых сил Российской Федерации.
С 2016 по 2017 год — начальник 392-го окружного учебного Тихоокеанского центра подготовки младших специалистов имени Маршала Советского Союза В. И. Петрова.
С 2018 по 2019 год — заместитель командующего 41-й общевойсковой армией Центрального военного округа.
В 2019 году — временно исполняющий обязанности командующего 41-й общевойсковой армией.
С 2019 по 2020 год — начальник штаба — первый заместитель командующего 41-й общевойсковой армией.
Указом Президента РФ от 18 сентября 2020 года назначен командующим 5-й общевойсковой армией Восточного военного округа (Уссурийск).
В августе 2021 года принимал участие в совместных российско-лаосских учениях «Ларос-2021».
В июле 2023 году освобождён от должности.
Указом Президента РФ от 17 февраля 2023 года присвоено звание генерал-лейтенант.

## Награды
- Орден Александра Невского
- Орден Мужества
- Орден «За военные заслуги»
- Медаль ордена «За заслуги перед Отечеством» 2-й степени с мечами
- Медаль Суворова
- Медаль «За воинскую доблесть» 1-й степени
- Медаль «За воинскую доблесть» 2-й степени
- Медаль «За укрепление боевого содружества»
- Медаль «За отличие в военной службе» 1-й степени
- Медаль «За отличие в военной службе» 2-й степени
- Медаль «За отличие в военной службе» 3-й степени
- Медаль «За участие в военном параде в День Победы»
- Медаль «200 лет Министерству обороны»